# Liste der Wertpapierbörsen in Ozeanien
Dies ist eine Liste der vier Wertpapierbörsen in Ozeanien. 
| Börse                          | Sitz         | Kürzel | Gegründet         | Gelistete Unternehmen | Handelsvolumen |
| ------------------------------ | ------------ | ------ | ----------------- | --------------------- | -------------- |
| Australian Securities Exchange | Sydney       | ASX    | 1871              | etwa 1400 (2004)      |                |
| South Pacific Stock Exchange   | Suva         | SPSE   | 1979              | 15                    |                |
| New Zealand Exchange           | Wellington   | NZX    | 31. Dezember 2002 | 203 (2009)            |                |
| Port Moresby Stock Exchange    | Port Moresby | POMSoX | 28. April 1999    | 20 (2010)             |                |